# Лазерштайн, Альфред
Альфред Лазерштайн (нем. Alfred Julius Laserstein; 16 февраля 1899, Берлин — 11 сентября 1929, Берлин) — немецкий скрипач и музыковед
.

## Биография
В начале 1920-х гг. выступал второй скрипкой в струнном квартете Исая Бармаса. Затем с 1924 г. был первой скрипкой и дирижёром в радиооркестре Бреслау, играл также в составе фортепианного трио Э. А. Фёлькеля. В 1928 г. покинул Бреслау и занял пост концертмейстера в дортмундском Бургвальтеатре, но вскоре умер.
В 1924 г. защитил в Университете Бреслау диссертацию «Франц Бенда, его жизнь и произведения» (нем. Franz Benda, sein Leben und seine Werke), которая продолжает оставаться заметным источником для специалистов.